# 全日本無産者芸術連盟
全日本無産者芸術連盟（ぜんにほんむさんしゃげいじゅつれんめい）は、プロレタリア文学・芸術運動の組織である。略称（エスペラント表記Nippona Artista Proleta Federacioの頭文字をつないだもの）のNAPF（ナップ）でも知られる。
1927年、プロレタリア文学運動の組織は、分裂した3団体（プロ芸・労芸・前芸）がお互いに対立していた。この状況を打破しようと、1928年、蔵原惟人は、組織はそのままでの連携を呼びかけ、日本左翼文芸家総連合が、3月に結成された。しかし、その直後、三・一五事件と呼ばれる日本共産党への弾圧が起きると、共産党と距離をおいていた労芸は、連携に消極的になった。一方、プロ芸と前芸とは、逆にこの弾圧をきっかけに、分裂状態の解消に動き、組織を合同して、全日本無産者芸術連盟を結成した。
ナップは、機関誌『戦旗』を刊行し、プロレタリア文学の雑誌として、広く読者を獲得した。その後、『戦旗』は機関誌との規定をあらため、より広い啓蒙誌としての役割をはたすようになり、機関誌としてあらたに『ナップ』が創刊された。『ナップ』は1930年9月から発行され、引き続きプロレタリア文学の作品発表舞台としての役目を果たした。『ナップ』には、須井一（谷口善太郎）の「綿」や、鈴木清の「監房細胞」、手塚英孝の「虱」などの新進の書き手の作品が多く掲載された。
その年12月、組織形態を少し改め、名称を全日本無産者芸術団体協議会（略称ナップはそのまま）とし、以下の分野別の組織を充実させる方向をとった。
- 日本プロレタリア作家同盟（ナルプ）
- 日本プロレタリア劇場同盟（プロット）（のち演劇同盟と改称）
- 日本プロレタリア映画同盟（プロキノ）
- 日本プロレタリア美術家同盟（ヤップ）
- 日本プロレタリア音楽家同盟（PM）
- のちに日本プロレタリア写真同盟（プロフォト）もくわわった。

その後、1930年にひそかにソ連にわたり、プロフィンテルンの会議に参加した蔵原は、帰国後、新しく文化運動全体にわたる組織化を提唱、日本プロレタリア文化連盟（コップ）の結成へとうごき、ナップは発展的に解消した。雑誌『ナップ』も、1931年11月号で終刊にいたった。